# Lakeshore Entertainment
Lakeshore Entertainment Group, LLC – amerykańskie niezależne przedsiębiorstwo zajmujące się produkcją i finansowiem filmów, dawniej zajmowało się międzynarodową sprzedażą i dystrybucją, ma swoją siedzibę w Beverly Hills, zostało założone w 1994 przez Toma Rosenberga i Teda Tannebauma.
Lakeshore wyprodukowało ponad 60 filmów, w tym nominowany do Oscara dramatyczny film sportowy Clinta Eastwooda, Za wszelką cenę (2004) z udziałem Eastwooda, Hilary Swank i Morgana Freemana. Sigurjón Sighvatsson był pierwszym prezesem Lakeshore i służył od jego powstania do 1998. Zastąpił go producent Gary Lucchesi.
Lakeshore posiada również niezależną wytwórnię płytową, znaną także jako oddział, Lakeshore Records. W 2013 Lakeshore uruchomiło oddział telewizyjny Lakeshore Television, a w 2015 uruchomiło studio cyfrowe Off the Dock, które jest skierowane do grupy demograficznej YouTube. Lakeshore ma także swój trzeci oddział, Lakeshore International.